# Sint-Nicolaaskerk (Valkenswaard)
De Sint-Nicolaaskerk is de belangrijkste katholieke kerk van het Nederlandse Valkenswaard, gelegen aan Markt 53. De kerk is geklasseerd als rijksmonument.

## Geschiedenis
Deze kerk heeft meerdere voorgangers gehad. Zo stond er een 16e-eeuwse kerk aan de Kerkhofstraat ten noordwesten van de huidige Markt, welke in 1859 werd gesloopt. Op de plaats van de huidige kerk kwam een kerk die werd ontworpen door Carl Weber. Doch ook deze werd gesloopt en wel in 1927. Het was Jan Stuyt die de kerk ontwierp welke toen werd gebouwd.

## Gebouw

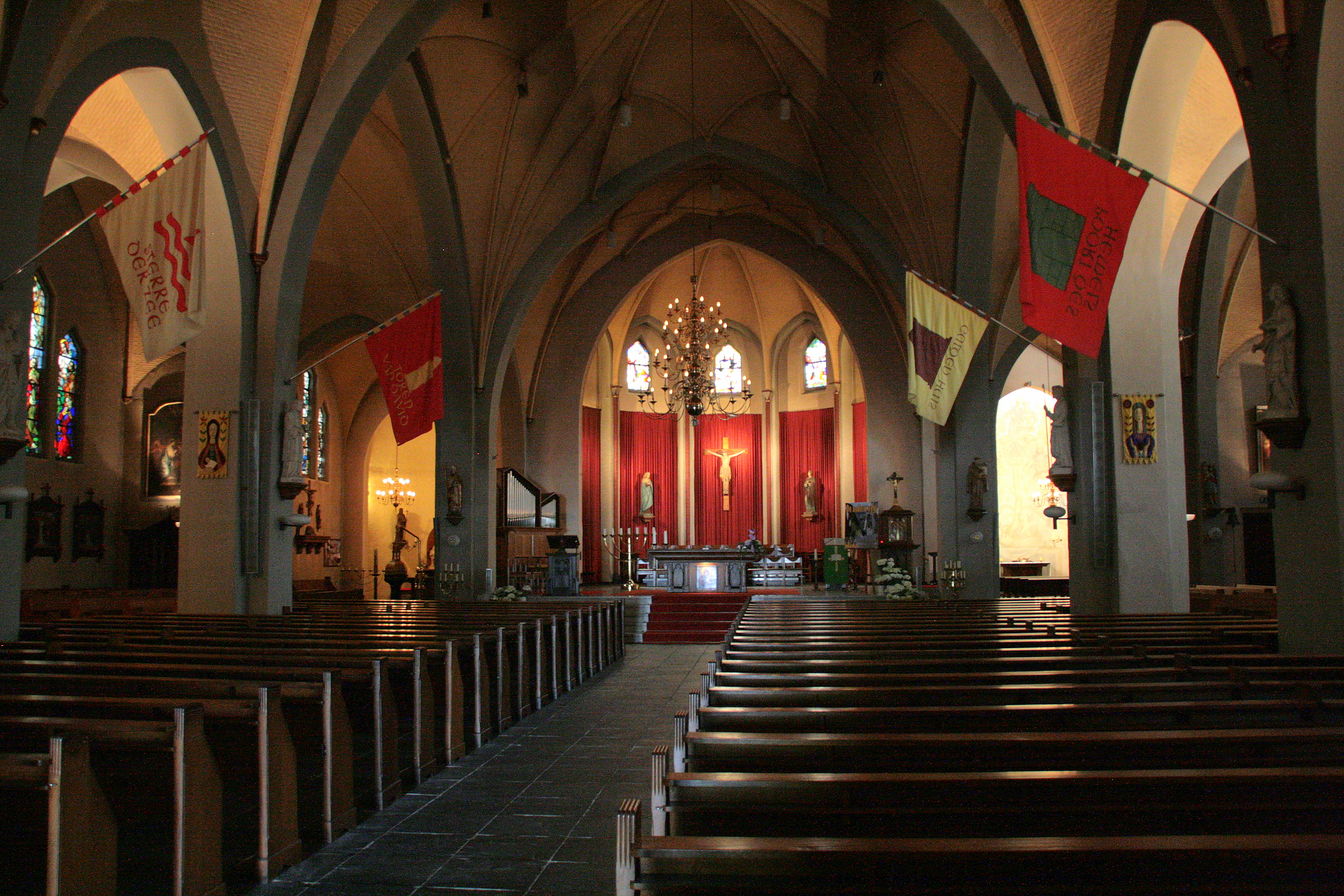
Interieur

Het gebouw heeft kenmerken van het baksteenexpressionisme. Het is een kruiskerk in pseudobasilicale vorm. De traveeën van het schip hebben topgevels. Boven de toegang is een tegeltableau aangebracht met Christus en de tekst domus dei porta coeli (huis van God, poort van de hemel). Daar weer boven is een Sint-Nicolaasbeeld.
De toren, voorzien van een torenspits met flankerende torentjes, is het meest opvallende deel van deze kerk. Hij omvat nog de neogotische toren van Weber. De toren wordt geflankeerd door een ronde traptoren. Naast de toren bevindt zich aan beide zijden een kapel.
De vensters zijn voorzien van glas-in-loodramen, uit 1936, met heiligen, Bijbelse voorstellingen en dergelijke. De kapel ten zuiden van de toren bevat scènes met betrekking tot Onze-Lieve-Vrouwe van Handel, nog altijd het doel van de jaarlijkse bedevaart die vanuit Valkenswaard daarheen gaat.